# Антонов Олег Костянтинович
Оле́г Костянти́нович Анто́нов (25 січня (7 лютого) 1906, с. Троїці, Подольський повіт, Московська губернія, Російська імперія (нині Троїцький адміністративний округ Москви) — 4 квітня 1984, Київ, Українська РСР, СРСР) — український радянський літакобудівельник російського походження, один із провідних авіаконструкторів СРСР. Доктор технічних наук, академік АН УРСР і АН СРСР, Герой Соціалістичної Праці (5.02.1966). Лауреат Ленінської премії (1962), державної премії СРСР (1952) та УРСР (1976). Депутат Верховної Ради СРСР 5—11 скликань. Член ЦК КПУ в 1966—1984 роках.

## Життєпис

Могила Олега Антонова, Байкове кладовище

Народився в родині інженера-будівельника, яка своїм корінням сягала старовинного дворянського роду. З молодих років захоплювався авіабудуванням, відвідував шкільний гурток любителів авіації. Почав він, як і численні авіаконструктори, з конструювання планерів. Перший його планер «Голуб», зроблений з фанери і водопровідних труб у 1924 p., відзначено грамотою за оригінальну і гарну конструкцію. Це зміцнило бажання будувати нові літальні апарати.
1924 року під час навчання в Саратовському індустріальному технікумі збудував свій перший планер. 1925 року вступив до машинобудівного факультету Ленінградського Політехнічного Інституту, який закінчив 1930 року. Олег Костянтинович згадував, що, навчаючись у Ленінградському політехнічному інституті, «пік планери як млинці». Проєкти молодого конструктора, що з'являлися один за одним, вирізнялися сміливістю та оригінальністю, завойовували загальне визнання.
Після закінчення інституту О. К. Антонов одержує направлення до Москви для організації Центрального бюро планерних конструкцій та налагоджування їх серійного виробництва. Тут він побудував планери, що зіграли видатну роль у становленні планеризму. У 1933 р. 27-річний О. К. Антонов — головний конструктор планерного заводу в Тушино (Москва). Тут він створив літальні апарати, на яких встановлено численні світові рекорди. На випущених заводом планерах, що надходили у всі аероклуби СРСР, проходили підготовку майбутні авіатори і ставилися численні аеродинамічні досліди.
Антонов був одним з основоположників радянського планеризму. Створив близько 30 типів планерів, у тому числі і серійні. У 1938—1940-х роках працював провідним інженером в ДКБ (дослідно-конструкторське бюро) О. С. Яковлєва, у 1940—1941 роках на заводі «Красный лётчик» над легким літаком зв'язку, у 1943—1946 роках — 1-й заступник головного конструктора ДКБ Яковлєва. У 1945—1946 роках — начальник філіалу цього ДКБ у Новосибірську. Член ВКП(б) з 1945 року.
З 1946 року — головний конструктор ДКБ (1952 переведено до Києва), що було організоване на базі цієї філії.
У 1953 році О. К. Антонов розпочав читати лекції з курсу конструкції літаків у Київському інституті цивільного повітряного флоту. Наказом Головного управління цивільного повітряного форту СРСР № 82 від 05.04.1956 Олег Антонов був введений до складу Ради інституту.
У 1962—1984 роках — генеральний конструктор ДКБ Міністерства авіаційної промисловості СРСР у місті Києві.
З 1967 — академік Академії наук Української РСР, з 1981 року академік Академії наук СРСР, доктор технічних наук (1960), професор (1978). 
У роки війни планери О. К. Антонова отримали несподіване широке застосування. Як зазначає Ігор Шаров у своїй книжці, більш як 600 транспортно-десантних планерів А-7 регулярно доставляли солдатів, техніку, бойове спорядження на різних ділянках фронту, їх широко використовували для допомоги партизанам. Олега Костянтиновича нагороджено медаллю «Партизанові Вітчизняної війни» першого ступеня. До безмоторних апаратів О. К. Антонов зберіг прихильність на все життя. Завдяки їм, за словами Б. Є. Патона, «він став великим конструктором великої авіації». Він будував планери і дельтаплани майже до кінця свого життя. Однак головною його справою стали літаки.
У післявоєнні роки під керівництвом Антонова розроблено транспортні літаки Ан-8, Ан-12, Ан-22, Ан-26, Ан-32, Ан-72, Ан-124 (літак «Руслан», найбільший серійний вантажний літак у світі, кодове ім'я в НАТО — «Condor»), багатоцільові літаки Ан-2, Ан-14, Ан-28, що здатні базуватися на непідготованих смугах довжиною до 550 метрів, пасажирські літаки Ан-10, Ан-24, цільнометалеві планери А-10, А-11, А-13, А-15, мотопланер Ан-13, ракетний планер А-17, безпілотний літальний апарат і дельтаплани серії «Славутич». Під керівництвом Антонова розроблено систему автоматизованого проєктування транспортних літаків, запроваджено клеєзварні з'єднання і композиційні матеріали, розвинено методи авіабудівельної економіки.
Проживав у Києві. Помер на 79-му році життя 4 квітня 1984 року. Похований на Байковому кладовищі в Києві (ділянка № 7, 50°25′5.75″ пн. ш. 30°30′36.04″ сх. д. / 50.4182639° пн. ш. 30.5100111° сх. д.).

## Особисте життя, нащадки
Був тричі одружений, батько чотирьох дітей, встиг стати дідусем.
Першою його дружиною була Лідія Сергіївна Кочеткова, яка разом з Антоновим проєктувала планери, були навіть планери її конструкції. 1936-го у них народився син Ролан, який помер у віці 54-х років.
З другою дружиною Єлизаветою Аветівною Шахатуні Антонов познайомився 1937 року, через рік вони одружилися. Антонов тоді почав самостійну роботу над літаком ОКА-38, Є. А. Шахатуні розраховувала міцність літаків в ДКБ Лавочкіна. А з 1940 вони стали працювати разом. Під час війни створювали десантні планери, пізніше працювали в ДКБ Яковлева. Дочка Ганна Антонова народилася 1948-го в Новосибірську. Закінчила Московський фізико-технічний інститут, кандидатка технічних наук, професорка кафедри вищої математики Національного авіаційного університету в Києві. Донька Ганни — Вєта закінчила факультет міжнародних відносин Київського національного університету ім. Т. Шевченка, живе і працює у Франції.
Третя його дружина Ельвіра Павлівна Антонова — інженер-програміст. Їхня донька Олена після МАІ працювала в ДКБ Іллюшина, син Андрій — художник-дизайнер.

## Галерея літаків

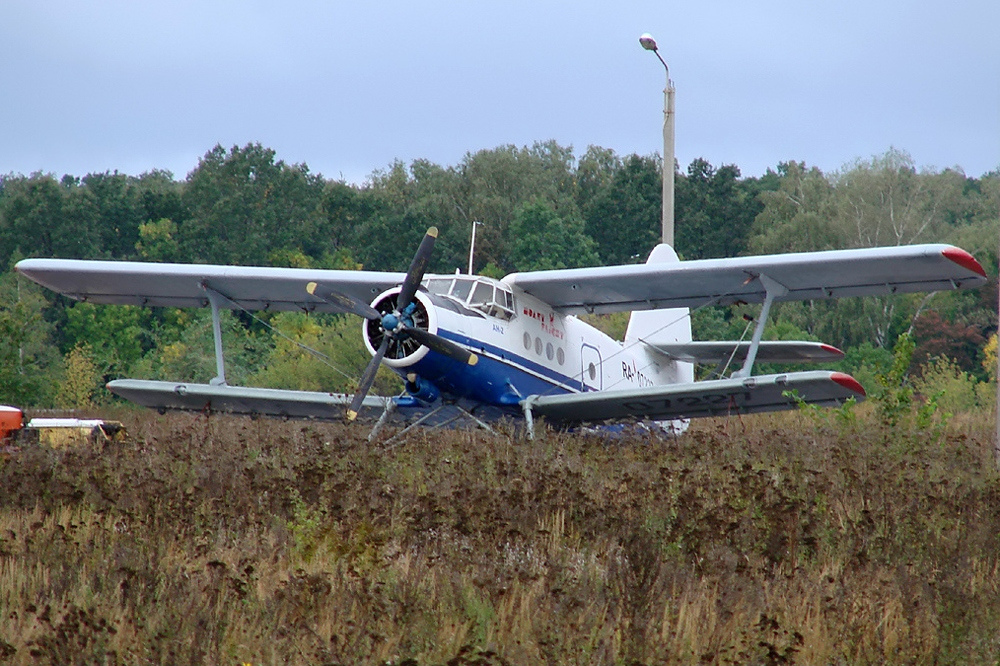
Перший масовий літак Ан-2
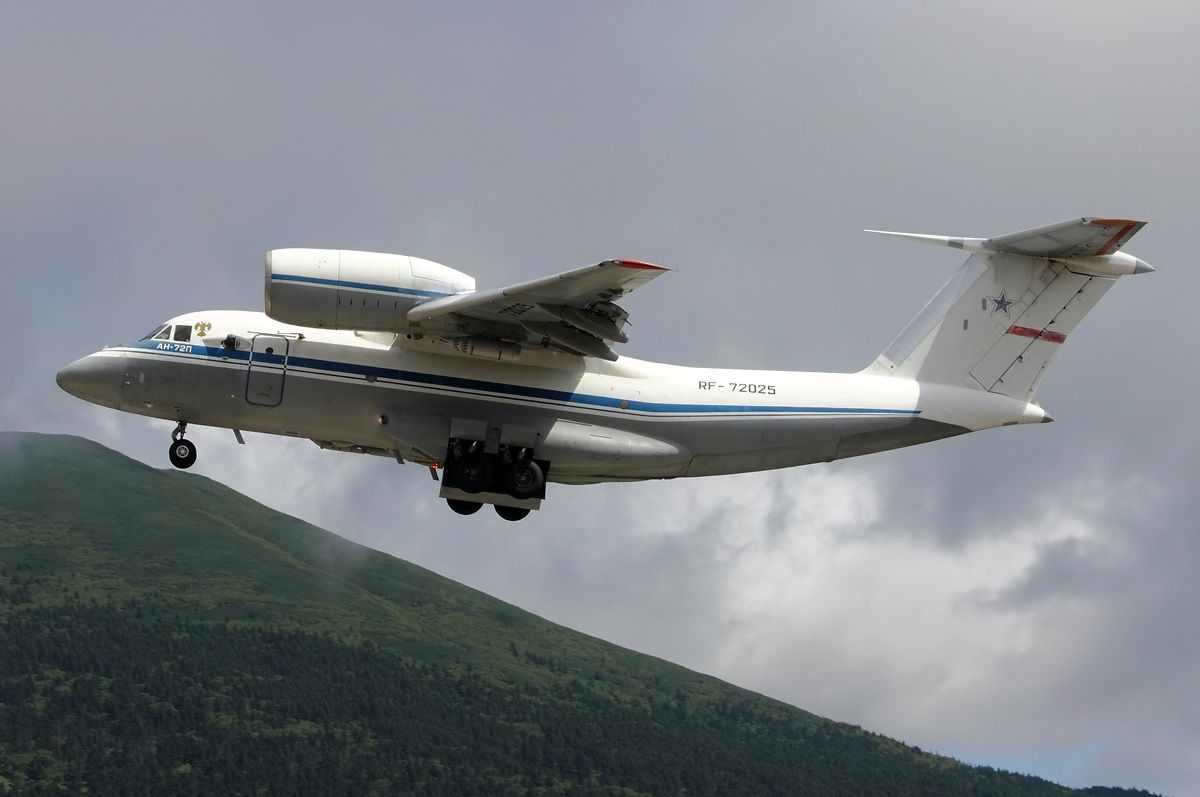
Ан-72 сідає на ґрунтові доріжки
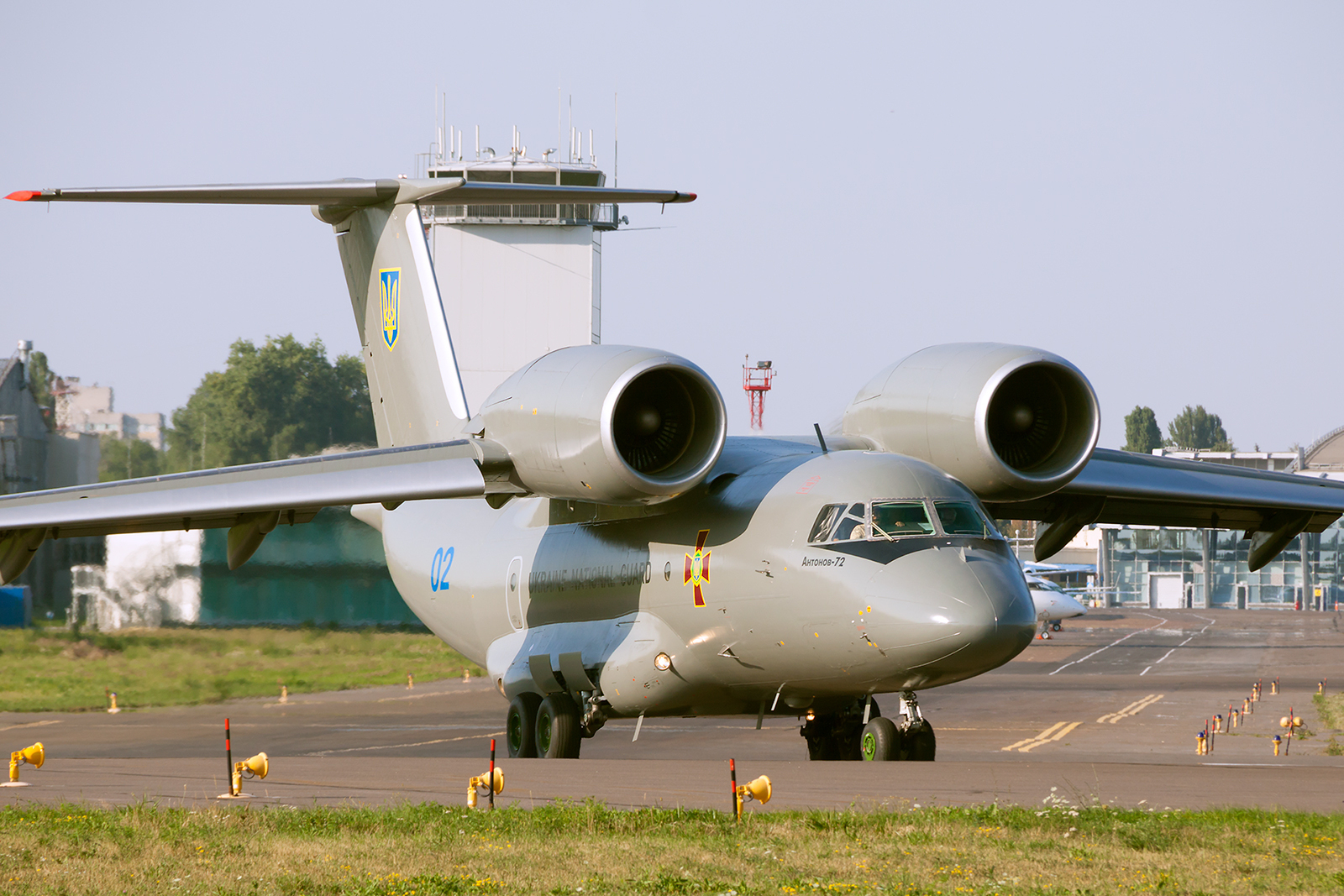
Ан-72
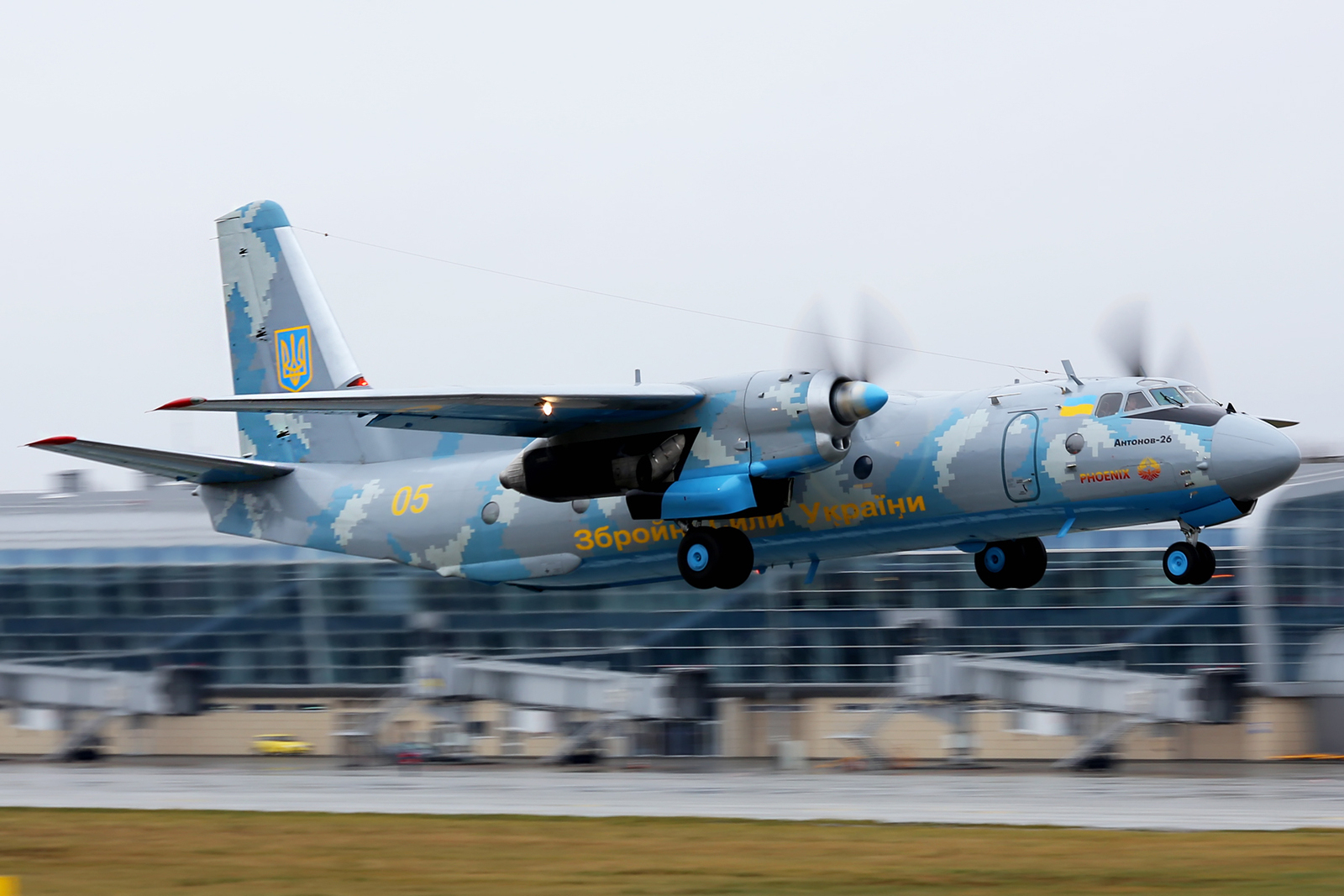
Ан-26

## Громадсько-політична діяльність
У листопаді 1965 року підписав відкритий лист до ЦК КПРС (так званий лист 78-ми) з протестом проти політичних репресій щодо представників творчої інтелігенції УРСР та дискримінації української літератури.

## Різне
Створив близько 50 конструкцій навчальних, транспортних і спортивних планерів (наприклад, Рот Фронт-1).
В 1939 на планері «Рот-Фронт-7» (РФ-7) конструкції Антонова Ольга Василівна Клепікова встановила абсолютний міжнародний рекорд по дальності польоту на планері (749,203 км).
Сконструював літак Ан-2, який широко застосовується в народному господарстві країни; створив ряд транспортних і пасажирських турбогвинтових літаків, в тому числі літак Ан-10.
У роки Другої світової війни планери Антонова отримали несподівано широке застосування. Як зазначає Ігор Шаров, понад 600 транспортно-десантних планерів А-7 регулярно доставляли солдатів, техніку, бойове спорядження на різних ділянках фронту, широко використовувались для допомоги партизанам. Конструктора було нагороджено медаллю «Партизану Вітчизняної війни» першого ступеня.
До безмоторних апаратів Антонов зберіг прихильність на все життя. Завдяки їм, за словами Патона, «він став великим конструктором великої авіації». Він будував планери і дельтаплани майже до кінця свого життя. Однак головною його справою стали літаки. Особисто Антоновим і під його керівництвом виконано понад 50 конструкторських розробок, спроєктовано і побудовано десятки літаків різноманітного класу і призначення.
У серпні 1947 р. здійснено перший зліт знаменитого первістка і довгожителя Антонова — Ан-2. З 1949 р. Ан-2 будується серійно. Іншого такого прикладу світова практика не знає. Задуманий як сільськогосподарський, Ан-2 швидко став багатоцільовим, отримав 16 модифікацій і набув 40 професій, зв'язав з промисловими центрами віддалені гірські селища, райони тундри і тайги, стоянки буровиків, полярників, добре зарекомендував себе в небі Туреччини, Куби, Монголії, північноафриканських країн. Зараз Ан-2 випускають за ліцензією польські літакобудівники.
1958 розробив конструкції суцільнометалевих спортивних планерів А-11 і А-13.

## Праці
- На крыльях из дерева и полотна. — М., 1962.
- Для всех и для себя. — М., 1965.
- Десять раз сначала. — М., 1969.
- Планеры и самолёты. — Киев, 1990 та інші.

## Відзнаки і нагороди
Заслужений діяч науки і техніки УРСР.
Нагороджений трьома орденами Леніна (12 липня 1957, 5 лютого 1966, 3 квітня 1975), орденами Жовтневої Революції (26 квітня 1971), Вітчизняної війни 1-го ступеня (2 липня 1945), Трудового Червоного Прапора (2 листопада 1944), медалями (в тому числі — медаллю «Партизанові Вітчизняної війни» 1-го ступеня).
Удостоєний Золотої медалі імені А. Н. Туполєва Академії наук СРСР (1979).

### Премії
- Ленінська премія (1962 за літак Ан-12).
- Державна премія СРСР (Сталінська премія 1952 за літак Ан-2).
- Державна премія Української РСР (1976 за літак Ан-24).

## Вшанування пам'яті

Анотаційна дошка на вулиці Антонова в Києві

Меморіальна дошка, Київ, вулиця Огарьова, 1

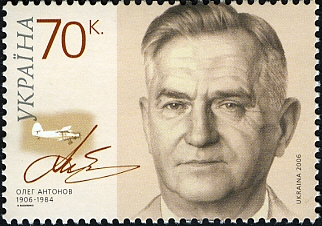
Марка Укрпошти «Олег Антонов» (2006 рік)

- 1997 року Національною академією наук України була заснована Премія НАН України імені О. К. Антонова, яка вручається Відділенням механіки НАН України за видатні досягнення в галузі технічної механіки та літакобудування.
- У Києві на будинку по вулиці Огарьова, 1, в якому жив Олег Антонов, встановлена меморіальна дошка[4].
- Вулиця Авіаконструктора Антонова у місті Київ.
- Вулиця Олега Антонова у містах Вінниця та Яготин.
- У місті Коростень є провулок Олега Антонова.
- У місті Ірпінь вулицю Ленінградську перейменували на вулицю Антонова.
- У місті Умань вулицю Чернишевського перейменували на вулицю Авіаконструктора Антонова.[5]
- 19 квітня 2023 року у місті Краматорськ вулицю Баженова перейменували на вулицю Авіаконструктора Антонова.[6]
- Ім'я Олега Антонова присвоєне Державному музею авіації України[7].
- Створено меморіальний кабінет-музей імені Олега Костянтиновича Антонова у Національному авіаційному університеті (корпус 10, аудиторія 220).[8]
- У місті Запоріжжя частину вулиці Баранова перейменують на вулицю Олега Антонова.
- У місті Кривий Ріг вулицю Туполєва перейменували на вулицю Олега Антонова.
- У місті Харків вулицю Аерофлотську перейменували на вулицю Антонова.